# 志布志町帖
志布志町帖（しぶしちょうちょう）は、鹿児島県志布志市の大字。住居表示は実施されていないため、志布志町帖の後に番地が入る。郵便番号は899-7102。

## 地理
志布志町帖は志布志市の南西部、旧志布志町域の西に位置し、志布志町帖の西部が志布志湾に面する。北は志布志町内之倉と、東は宮崎県串間市奴久見や志布志町夏井と、西は志布志町志布志や志布志町安楽と接する。主に志布志市街に接続する住宅地と志布志湾に面する港湾地域、後方台地、県境付近の農村部からなる。
志布志町帖域内は鹿児島県道3号日南志布志線など多くの県道が南北に走り、南部をJR日南線と国道448号が東西に走っている。
旧志布志町の大字帖と地理的に同義であり、志布志町の周辺自治体との合併に伴う志布志市の発足により、帖は志布志町帖へと改称された。

### 河川
- 前川[3]

## 枇榔島
枇榔島（びろうじま）は港から海上4kmに浮かぶ無人島であり、およそ二百種の亜熱帯植物の原生林が生息している。1955年に日南海岸国定公園に指定され、翌年には国の特別天然記念物指定された。
また、藩政時はその植物を原材料とする笠・団扇が造られていた。

### データ
- 標高：83m[4]
- 周囲：4km弱[4]
- 面積：17.8ha[4]

## 施設
- 志布志地区公民館
- 志布志市立志布志小学校
- 志布志市立志布志中学校
- 志布志市立潤ケ野小学校
- 志布志中継所
- 志布志港湾管理事務所
- JAそお鹿児島 志布志支所
- 志布志城址
- 宝満寺：「花祭り」と呼ばれる祭りが催される。
- 笠祇神社
- 松原神社
- 枇榔神社：無人島である枇榔島に所在。
- 蛭児神社
- 若宮神社

## 交通

### 鉄道
域内にJR日南線が南部を走っているが鉄道駅はない。最寄駅は隣接する志布志町志布志に所在する志布志駅（JR日南線）や同じく隣接する志布志町夏井に所在する大隅夏井駅が挙げられる。

### 道路
- 国道448号
- 宮崎県道・鹿児島県道3号日南志布志線
- 鹿児島県道65号南之郷志布志線
- 鹿児島県道116号今別府串間線
- 鹿児島県道499号柿之木志布志線
- 鹿児島県道507号志布志港線

### バス
- 鹿児島交通[5]

## 統計

### 人口
2015年の国勢調査によると志布志町帖の人口は3,771人、世帯数は1,730世帯である。

### 選挙
以下は志布志町帖の選挙区別男女登録者数である。
なお、表の単位は（人）である。
| 選挙区                     | 男  | 女  | 計    |
| -------------------------- | --- | --- | ----- |
| 志布志小学校               | 549 | 630 | 1,179 |
| 天神地域ふれあいセンター   | 473 | 551 | 1,024 |
| 帖五区農産加工研修センター | 589 | 677 | 1,266 |
| 曽於地域公設地方卸売市場   | 638 | 716 | 1,354 |

## 学区
志布志町帖の児童は公立学校ならば小学校は志布志市安楽小学校に、中学校は志布志市志布志中学校に進学する。

## 文化財
志布志町帖内の文化財は以下の通りである。
| 名称                         | 指定   | 区分           | 指定年月日     |
| ---------------------------- | ------ | -------------- | -------------- |
| 志布志城址                   | 国指定 | 記念物         | 2005年7月14日  |
| 志布志麗庭園                 | 国指定 | 記念物         | 2007年7月23日  |
| 枇榔島亜熱帯性植物群落       | 国指定 | 特別天然記念物 | 1956年7月19日  |
| 志布志夏井海岸の火砕流堆積物 | 国指定 | 天然記念物     | 2012年9月19日  |
| 清水氏庭園                   | 国登録 | 記念物         | 2007年7月26日  |
| 鳥濱氏庭園                   | 国登録 | 記念物         | 2007年7月26日  |
| 宝満寺跡                     | 県指定 | 記念物         | 1967年3月31日  |
| 高濱橋                       | 市指定 | 有形文化財     | 2005年5月18日  |
| 新納久顕像                   | 市指定 | 有形文化財     | 1974年10月1日  |
| 田中家の仏具一式             | 市指定 | 有形文化財     | 1971年7月1日   |
| 田中家の仏舎利               | 市指定 | 有形文化財     | 1971年7月1日   |
| 権現島水際陣地跡             | 市指定 | 記念物         | 2007年10月22日 |
| 地頭仮屋跡                   | 市指定 | 記念物         | 2015年3月20日  |